# Precrimen
Precrimen o pre-crimen es un término introducido por el escritor de ciencia ficción Philip K. Dick. Es usado cada vez más en literatura académica para describir y criticar la tendencia de los sistemas de justicia criminal a focalizarse en crímenes aún no cometidos. Algunos ejemplos prácticos pueden encontrarse en la ley criminal europea.

## Orígenes del concepto
En la historia de ciencia ficción de Philip K. Dick escrita en 1956 y llamada "El Informe de la Minoría", "Precrimen" es el nombre de una agencia de justicia criminal cuya tarea es identificar y eliminar personas que cometerán crímenes en el futuro. El funcionamiento de la agencia está basado en la existencia de "mutantes precognicientes", un trío de seres cuasi-vegetativos cuyas declaraciones incoherentes son analizadas por una computadora de tarjetas perforadas. El jefe de esta agencia comenta este procedimiento: "En nuestra sociedad no tenemos mayores crímenes, pero sí tenemos un campo de detención lleno de criminales en potencia". Y advierte sobre la desventaja de la metodología del precrimen: "Estamos encarcelando a individuos que no han violado la ley."
El concepto fue luego popularizado por la película de Steven Spielberg, Minority Report, una adaptación de esta historia.

## El pre-crimen en teoría criminológica
La presencia del precrimen en criminología data de la escuela positivista de fines del siglo XIX, principalmente en la idea de Cesare Lombroso que sugiere que hay personas que nacen siendo criminales, y que pueden ser reconocidas por sus características físicas. Distintas formas de este positivismo criminológico, ya sean de carácter biológico, psicológico y sociológico, influenciaron las políticas de criminalidad de principios del siglo XX. Para criminales "de nacimiento", criminales psicópatas o peligrosos, o delincuentes recurrentes, las penas eliminatorias (pena capital, prisión perpetua, castración, etc.) eran vistas como apropiadas (cf.Leon Radzinowicz/Roger Hood: A History of English Criminal Law, Londres 1986, pp. 231–387). Ideas similares fueron promovidas por el movimiento de Defensa Social y, más recientemente, por lo que es visto y criticado como una emergente "nueva criminología" (Feeley/Simon 1992) o "justicia actuaria" (Feeley/Simon 1994). Esta nueva forma de "Sociedad de la Seguridad" requiere de una criminología radicalmente nueva (Zedner 2007; Zedner 2009; Zedner 2010; Zedner 2014).

## Exámenes de pre-delincuencia
Arnold Hutschnecker, psiquiatra de Richard Nixon, sugirió, en un memorando al presidente, realizar exámenes masivos de "pre-delincuencia" y poner a esos menores en "campos". Hutschnecker, refugiado de la Alemania Nazi y crítico de Hitler al momento de su éxodo, ha rechazado que el memorando promoviera la creación de campos de concentración: 

El término "campos" fue distorsionado. Mi uso de esta palabra data de cuando vine a los Estados Unidos en 1936 y pasé el verano como doctor en un campo [campamento] para niños. Fue esa experiencia y ese escenario pastoral, al igual que las actividades, lo que me llevó a usar la palabra "campo".
Hutschnecker, Arnold"Nixon-Era Plan for Children Didn't Include Concentration Camps", Letter to the Editor, New York Times, 1998

## Pre-crimen en la práctica de la justicia criminal
Tradicionalmente, la justicia criminal y el castigo presuponen la existencia de una prueba de que se cometió un delito. Este principio largamente honrado es violado cuando el castigo es impartido "por crímenes nunca cometidos" (Anttila 1975, quien criticaba las políticas de detención por seguridad). Hoy, un claro ejemplo de esta tendencia es la llamada “nachträgliche Sicherungsverwahrung" o "detención por seguridad retrospectiva", que pasó a ser una opción legal en la legislación criminal alemana en 2004. Esta "medida de seguridad" puede ser decidida al final de una sentencia de prisión, utilizando un criterio meramente pronóstico (Boetticher/Feest 2008, 263 sq.). En Francia, una medida similar llamada "rétention de sûreté" o "detención por seguridad" fue introducida en 2008. La medida Alemana fue considerada violatoria de la Carta de los Derechos Fundamentales de la Unión Europea por el Tribunal Europeo de Derechos Humanos en 2009. Sin embargo, nunca fue abolida por completo en Alemania y nuevas propuestas legislativas siguen contemplando esta práctica bajo un nuevo nombre: "Therapieunterbringung" o "detención terapéutica".[cita requerida]
Otros ejemplos de pre-crimen en la práctica de la justicia criminal pueden ser la perfilación criminal o la identificación y eliminación de posibles terroristas (cf. McCulloch/Pickering).